# Битва за Techno House (2022)

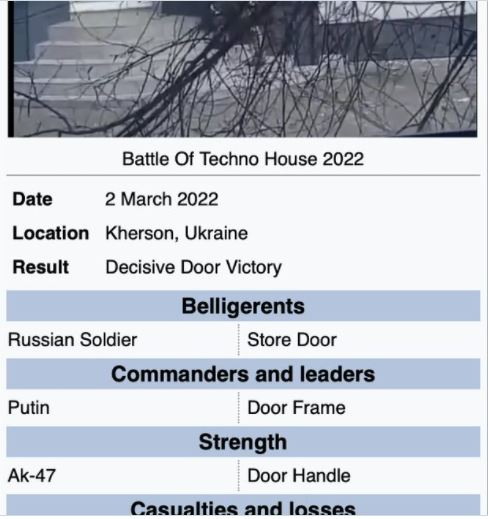
Жартівлива таблиця

«Битва за Techno House (2022)» (також відома як «Російський солдат проти дверей») — це мем репортера Yeshiva World News Моше Шварца, заснований на інциденті, який стався під час російсько-української війни. Інцидент став невдалою спробою російського солдата проникнути до магазину електроніки в Херсоні, Україна.
Серед драматичних і жорстоких образів, що випливають із конфлікту, відео з інциденту виділялося своїм гумором і стало вірусним мемом, який бачили в усьому світі.

## Передумови
Російські війська вдерлися в Україну в лютому 2022 року, багато з них вступили в бойові дії з українськими військами та перейшли в житлові райони. Під час бойових дій у Херсоні російські війська ввійшли в місто в рамках Херсонської наступальної операції. Проте багато хто помітив, що російські війська мали погану матеріально-технічну підтримку, і тому часто заходили в українські будівлі, щоб отримати продовольство та припаси. Багато російських новобранців, здавалося, були дезорієнтовані і не впевнені, чому вони там.
Магазин, показаний у відео, Techno House, є оптовим магазином електроніки.
Магазин Techno House знаходиться в Херсоні за адресою проспект Ушакова 79, це центральний проспект міста. Хоча де-факто магазин знаходиться на розі проспекту і провулка Козацького, вхід у магазин виходить на протяжність провулка Козацького, тож де-факто інцидент відбувся і зафіксований на відео саме на провулку Козацькому.

## Інцидент
Мем про інцидент став відомим на шостий день війни, коли російський піхотинець, здавалося, обстріляв торгову будівлю в Херсоні. Схоже, піхотинець стріляв у двері будівлі без очевидної причини, хоча коментарі після інциденту припускали, що він, можливо, намагався пограбувати аудіоапаратуру. Без очевидної причини, чому солдат стріляє в нього, або будь-які інші люди чи комбатанти, залучені в ньому, битва просто здається між російським солдатом і дверима. На відео він зрештою йде, здавалося б, переможений. Велика частина гумору, який спостерігається у творі, є коментарем усвідомленої безнадійності російських військ в Україні. Російські війська, які брали участь у війні, були відзначені багатьма коментарями, такими як погане матеріально-технічне забезпечення, у колонах бронетехніки закінчилося паливо і вони були залишені, а самі російські війська залишилися без їжі.
Під час інциденту російський солдат стріляв у двері з автомата, намагаючись проникнути. Він зазнає невдачі, а потім намагається відкрити двері прикладом пістолета, але це також не вдається. Потім він намагається розбити скло рукою, але не може його розбити. Нарешті він намагається потягнути ручку, щоб відкрити, але вона не зрушується з місця. Зрештою він здається. Інцидент стався 2 березня 2022 року. Початкову плутанину щодо того, чи був солдат українцем чи росіянином, розв'язали спостерігачі, які відзначили, що солдат був одягнений у білу пов'язку, а інші деталі уніформи ідентифікували його як росіянина.

## Мем
Мем став вірусним, з безліччю коментарів і статей, що обговорюють його природу та те, що він представляє. Ідея сучасної міської війни з її драматичним та насильницьким підтекстом, що зводиться до битви між солдатом, який навіть з високопотужною зброєю не може відкрити двері до роздрібного магазину електроніки, була джерелом великих веселощів для багатьох. Початковий мем опублікував у Twitter репортер Yeshiva World News Моше Шварц. Початковий кліп називався «Росіянин проти дверей». Він став вірусним 2 березня 2022 року, незабаром отримавши 1,2 мільйона переглядів.

## Стаття на Вікіпедії
У рамках висвітлення мему в ЗМІ часто зазначалося, що інцидент отримав власну сторінку у Вікіпедії. Сторінка Вікіпедії для нього була широко представлена в статтях. Це включало обговорення початкової сторінки Вікіпедії для інциденту/мему, який висміював подію, використовуючи форматування Вікіпедії, яке зазвичай використовується лише для реальних битв. Зокрема, до багатьох статей були включені скриншоти інформаційної таблиці з короткою інформацією про бій. Сторонами конфлікту на сторінці були названі «російський солдат» і «двері магазину», а результати бою були визначені як «беззастережна перемога дверей». Також відзначено, що втратами російської сторони стали амуніція і гордість. Згодом гумористичний вміст було видалено зі сторінки Вікіпедії.